# 陶卡山
13°32′4″S 71°43′15″W / 13.53444°S 71.72083°W
陶卡山（Tauja），是秘魯的山峰，位於該國東南部庫斯科大區的卡爾卡省和保卡坦博省，處於瓦伊蓬山東北面，屬於安第斯山脈的一部分，海拔高度4,039米。